# Роляк
Роля́к (Cincloramphus) — рід горобцеподібних птахів родини кобилочкових (Locustellidae). Представники цього роду мешкають в Південно-Східній Азії, Австралії і Меланезії.

## Таксономія
Традиційно до роду відносили два види, поширені в Австралії. Однак за результатами ґрунтовного молекулярно-філогенетичного дослідження родини кобилочкових, опублікованого в 2018 році, до роду Cincloramphus було переведено низку видів, яких раніше відносили до родів Кущавник (Megalurulus) і Тиморія (Buettikoferella). Ці роди стали молодшими синонімами роду Cincloramphus.

## Види
Виділяють дванадцять видів:
- Роляк бурий (Cincloramphus cruralis)
- Роляк рудогузий (Cincloramphus mathewsi)
- Кущавник рудощокий (Cincloramphus rubiginosus)
- Кущавник новобританський (Cincloramphus grosvenori)[17]
- Тиморія (Cincloramphus bivittatus)
- Матата папуанська (Cincloramphus macrurus)
- Матата руда (Cincloramphus timoriensis)
- Кущавник меланезійський (Cincloramphus whitneyi)
- Кущавник новокаледонський (Cincloramphus mariae)
- Кущавник довгоногий (Cincloramphus rufus)
- Кущавник бугенвільський (Cincloramphus llaneae)[18]
- Кущавник гвадалканальський (Cincloramphus turipavae)[19]

## Етимологія
Наукова назва роду Cincloramphus походить від сполучення слів лат. cinclus — дрізд і дав.-гр. ῥαμφος — дзьоб.